# Ramoševo
Ramoševo (en serbe cyrillique : Рамошево) est un village de Serbie situé dans la municipalité de Tutin, district de Raška. Au recensement de 2011, il comptait 214 habitants.

## Démographie
| 1948 | 1953 | 1961 | 1971 | 1981 | 1991 | 2002 | 2011 |
| ---- | ---- | ---- | ---- | ---- | ---- | ---- | ---- |
| 304  | 341  | 309  | 314  | 348  | 321  | 238  | 214  |

|  |